# Tenuipalpus decus
Tenuipalpus decus är en spindeldjursart som beskrevs av Chaudhri, Akbar och Rasool 1974. Tenuipalpus decus ingår i släktet Tenuipalpus och familjen Tenuipalpidae. Inga underarter finns listade i Catalogue of Life.